# 石家庄私立第一中学
石家庄私立第一中学是一所位于石家庄市石家庄高新技术产业开发区的全日制寄宿学校，始建于1995年。学校占地面积约147亩，总建筑面积9万余平方米，在校学生6000余人。

## 教学设施
学校的教室总数达156间，建有物理、化学、生物、多媒体实验室8个，拥有面积为25745平方米的运动场和标准的400米8跑道操场。并拥有一个4间书库的图书室以及师、生阅览室6个，藏书8万册余。